# Простір стовпців (рядків) матриці
Матриця
{\displaystyle \mathbf {A} =\left({\begin{array}{rrrr}a_{11}&a_{12}&\cdots &a_{1n}\\a_{21}&a_{22}&\cdots &a_{2n}\\\vdots &\vdots &\ddots &\vdots \\a_{m1}&a_{m2}&\cdots &a_{mn}\end{array}}\right)}
задає лінійне відображення (оператор) з простору{\displaystyle \mathbb {R} ^{n}} в простір {\displaystyle \mathbb {R} ^{m}}.
Рядки матриці A є елементами векторного простору {\displaystyle \mathbb {R} ^{n}}, а стовпці — елементами {\displaystyle \mathbb {R} ^{m}}.

## Властивості
- Лінійна оболонка рядків матриці {\displaystyle A} є лінійним підпростором простору {\displaystyle \mathbb {R} ^{n}}.
- Лінійна оболонка стовпців матриці {\displaystyle A} є лінійним підпростором простору {\displaystyle \mathbb {R} ^{m}}.

## Теорема про ранг матриці
Ранг матриці рівний найбільшому числу лінійно-незалежних рядків (або стовпців) матриці. Причому ранг по стовпцях збігається з рангом по рядках.

### Основна теорема лінійної алгебри
Матриця A ( rank A = r) вводить чотири фундаментальні підпростори:
| Назва                         | Визначення          | Простір в якому існує            | Розмірність |
| ----------------------------- | ------------------- | -------------------------------- | ----------- |
| простір стовпців чи образ     | im(A) чи range(A)   | {\displaystyle \mathbb {R} ^{m}} | r           |
| нульпростір чи ядро           | ker(A) чи null(A)   | {\displaystyle \mathbb {R} ^{n}} | n — r       |
| простір рядків чи кообраз[en] | im(AT) чи range(AT) | {\displaystyle \mathbb {R} ^{n}} | r           |
| лівий нульпростір чи коядро   | ker(AT) чи null(AT) | {\displaystyle \mathbb {R} ^{m}} | m — r       |
- В {\displaystyle \mathbb {R} ^{n}\;\;\ker {(A)}=(\mathrm {im} (A^{T}))^{\perp }}, тобто, нульпростір є ортогональним доповненням простору рядків.
- В {\displaystyle \mathbb {R} ^{m}\;\;\ker {(A^{T})}=(\mathrm {im} (A))^{\perp }}, тобто, лівий нульпростір є ортогональним доповненням простору стовпців.